# Castles (videogioco)
Castles è un videogioco sviluppato da Quicksilver Software e pubblicato da Interplay nel 1991. Il gioco include la costruzione di una serie di castelli nella costa ovest dell'Inghilterra durante l'XI secolo. Originariamente distribuito per MS-DOS, Castles supporta le modalità grafiche CGA, EGA e VGA, e le schede sonore AdLib. Nel 1991 è uscito per Atari ST e nel 1992 per Amiga. Nel 1992 sono uscite conversioni anche per i computer giapponesi FM Towns, PC-98, Sharp X68000.
Castles ha un'espansione chiamata Castles: The Northern Campaign, e un sequel, Castles II: Siege and Conquest.

## Modalità di gioco
Il gioco combina alcuni generi di gameplay come il controllo delle risorse e una modalità di combattimento, inoltre sono presenti intermezzi nei quali il giocatore dovrà prendere decisioni che influenzeranno il corso della storia.
In Castles, il giocatore è in grado di costruire fino a otto castelli, nelle varie regioni dell'Inghilterra e del Galles. Ciascun livello comincia con una modalità di costruzione, composta da una piatta e spoglia mappa della regione. In questa mappa il giocatore potrà decidere lo schema del castello, incluso un cancello principale, le mura, e le torri; ciascuna parte del castello può essere modificata per altezza e spessore, può essere migliorata con caratteristiche difensive: la difesa delle mura, ad esempio, include calderoni di olio bollente, le torri, invece, feritoie per sparare frecce. Il giocatore deve "spendere" le proprie risorse disponibili nella regione per costruire il castello.

### Costruzione
Una volta che lo schema del castello è completo, il giocatore dovrà chiamare degli operai per costruire il proprio castello, ci sono diversi tipi di operai: muratori, carpentieri e così via, ciascuno impegnato in differenti stadi della costruzione. Il giocatore può aumentare o diminuire il salario degli operai.
Per concludere questa fase devono essere completamente costruiti un cancello principale e un intero circuito di mura e torri.
Durante la costruzione, il giocatore dovrà prepararsi ai mesi invernali, infatti, da Dicembre a Febbraio i lavoratori fermeranno la costruzione e consumeranno le provviste di cibo, se queste ultime verranno terminate gli operai saranno restii a lavorare.

### Eventi casuali
La costruzione del castello verrà, qualche volta, interrotta. Infatti il giocatore verrà visitato da vari messaggeri di altre fazioni, a questo punto verrà descritta una situazione per la quale il giocatore dovrà prendere una decisione. Possono esserci fino a quattro possibilità di scelta. La decisione presa influirà ogni parte del gioco, incluse le finanze del regno, le relazioni diplomatiche con le varie fazioni o addirittura provocare un combattimento immediato.

### Combattimento
Se sta per verificarsi un combattimento, il giocatore, potrà posizionare i suoi soldati nelle posizioni difensive sul castello, inoltre potrà decidere in quanti gruppi dividere i propri soldati: più gruppi significa maggior copertura dell'area, ma ciascun gruppo è più debole.
Gli arcieri sono spesso piazzati nelle parti più alte, mentre la fanteria può essere piazzata dentro il castello (per attaccare i nemici che fanno breccia nelle mura) o fuori dal castello (per intercettare i nemici). Le difese delle mura (es. olio bollente) si attivano automaticamente uccidendo le truppe nemiche che raggiungono un determinato segmento delle mura. I nemici possono essere di vario tipo, dalla semplice fanteria a macchine di assedio, o anche creature fantastiche. Il combattimento finirà quando un esercito o il castello saranno completamente distrutti. 